# 博亚娜·波波维奇
博亚娜·波波维奇（1979年11月20日—），旧姓彼得罗维奇（Petrović），黑山女子手球运动员。她曾代表黑山参加2012年和2016年夏季奥林匹克运动会手球比赛，其中2012年奥运会获得一枚银牌。